# ПК-2
ПК-2 — советский корабельный комплекс радиоэлектронного подавления для постановки пассивных помех (дипольных отражателей и ложных тепловых целей).

## Характеристики
Комплекс ПК-2 предназначен для постановки радиолокационных и оптических отвлекающих и дезинформирующих ложных целей для противодействия управляемому оружию с радиолокационными и оптико-электронными системами наведения (самонаведения); состоит из двух пусковых установок ЗИФ-121. Пусковая установка ЗИФ-121 турельного типа (калибр — 140 мм) представляет собой пакет с двумя направляющими трубами; ПУС включает также систему приборов управления стрельбой «Терция» и 140-мм турбореактивные снаряды помех (ТСП-47; ТСТ-47; ТСО-47) массой 36 кг, 37,5 кг и 38,5 кг соответственно. Дальность постановки ложных целей — от 500 до 6000 м, темп стрельбы — 15 залпов в минуту. Пусковая установка ПК-2 способна наводиться по горизонту в пределах ±177° и по вертикали от −12° до +60°. Масса незаряженной установки — 3600 кг, масса приборов управления стрельбой — 1800 кг. Расчёт — 9 человек.
По полученным данным оператор ПУС комплекса производит постановку ложных целей. Снаряды устанавливаются вручную в тракт подачи в подпалубном помещении пусковой установки ЗИФ-121; далее процесс стрельбы идёт автоматически залпами из двух труб. Время срабатывания взрывателя снаряда по данным, выработанным ПУС, определяется перед выстрелом благодаря электромеханическому автоматическому установщику трубок. Удаление осечкового снаряда из трубы происходит дистанционно автоматически при помощи пневмопривода.
Комплекс ПК-2 устанавливается на корабли среднего и большого водоизмещения, на эскадренных миноносцах проекта 956 он размещается в кормовой части.